# Avatha ruinosa
Avatha ruinosa är en fjärilsart som beskrevs av Swinhoe 1905. Avatha ruinosa ingår i släktet Avatha och familjen nattflyn. Inga underarter finns listade i Catalogue of Life.